# Oriol Romeu i Vidal
Oriol Romeu i Vidal (Ulldecona, 24 de setembre de 1991) és un futbolista català que juga com a migcampista amb el Futbol Club Barcelona i ha estat internacional amb la selecció catalana i amb la selecció espanyola sub-21.
Romeu va començar la seva carrera al FC Barcelona, jugant principalment al filial. El 2011 va marxar al Chelsea FC per 5 milions d'euros, passant temps cedit al València CF i al VfB Stuttgart abans de traslladar-se al Southampton FC quatre anys després. Va jugar 256 partits al Southampton abans de tornar a la lliga espanyola amb el Girona FC el 2022.
Romeu va representar Espanya fins a la sub-21, i va formar part de l'equip sub-17 que va guanyar el Campionat d'Europa sub-17 de 2008. També va jugar als Jocs Olímpics de 2012.

## Carrera de club
El jove jugador faldut va arribar al FC Barcelona en la categoria infantil l'any 2004 procedent del RCD Espanyol. Al planter blaugrana va anar progressant fins a debutar amb el primer equip.
Internacional amb les categories inferiors de la selecció catalana i espanyola. És en aquesta última amb qui es proclama campió d'Europa sub-17 a l'europeu celebrat a Turquia el 2008 i campió sub-18 de la XXXV Copa de l'Atlàntic disputada a Gran Canària el mateix any. El 2009 juga l'europeu d'Ucraïna amb la selecció espanyola sub-19, quedant eliminats a la primera fase, i la Copa Mundial de Futbol d'Egipte amb la sub-20, sent el jugador més jove de la convocatòria.
Amb Luis Enrique va ser una peça clau, sobretot durant la seva primera temporada, tot i que encara es trobava en edat juvenil. El primer equip també comptà amb ell, assignant-li un dorsal en la Lliga de Campions i fent-lo debutar al partit amistós contra el Kazma Sporting Club a Kuwait. El 14 d'agost del 2010 va fer el seu debut oficial amb el primer equip blaugrana, va ser en el partit d'anada de la Supercopa a l'Estadi Ramón Sánchez Pizjuán. Jugà els noranta minuts com a migcentre defensiu. El 15 de maig del 2011 va debutar a la Primera divisió contra el Deportivo de la Corunya, va entrar al camp en el lloc de Jonathan dos Santos.
Tot i tenir contracte amb el Barça fins al 2012 i una clàusula de rescissió de 30 milions d'euros, el 4 d'agost del 2011 es va fer oficial el seu traspàs al Chelsea FC. El Barça es reserva una opció de compra de 10M€ en finalitzar la primera temporada i una opció de 15M€ en finalitzar la segona temporada.

### Chelsea

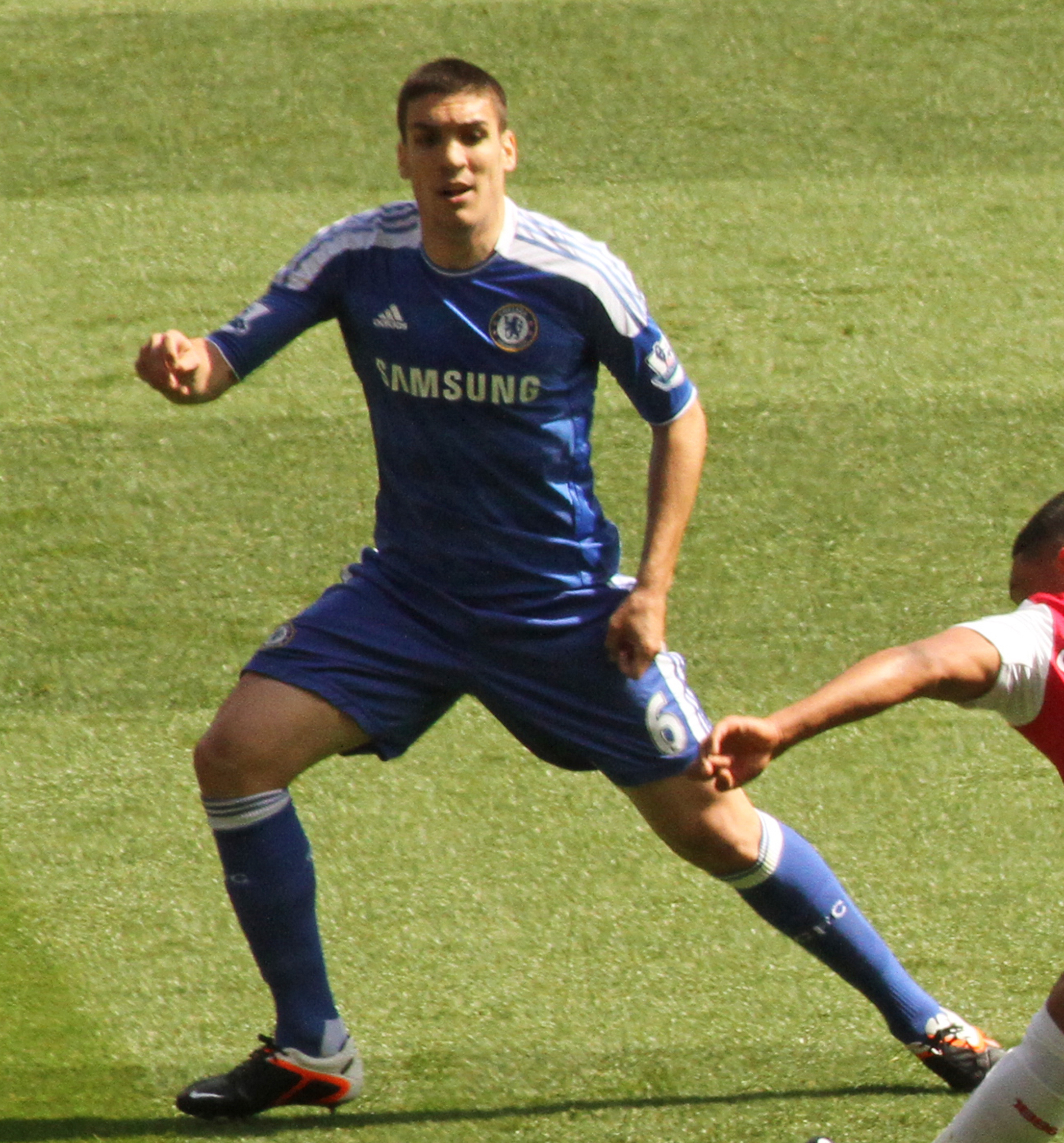
Oriol Romeu jugant amb el Chelsea FC el 2012.

El 22 de juliol de 2011, algunes informacions lligaven Romeu amb un traspàs al Chelsea FC. L'endemà, va estar d'acord en termes del seu traspàs, tot esperant termes mèdics o personals mentre era fora en la competició internacional de la Copa del Món de futbol sub-20 de 2011. El 4 d'agost, l'equip anglès va anunciar la finalització de la transferència, amb la signatura d'un contracte de quatre anys en un acord valorat en 5 milions d'€, que també va incloure a 20m € d'una clàusula de recompra després de la primera temporada, i una de 25m € després de la segona. Se li va donar el número 6 de samarreta per la temporada 2011–12.

### València
Després que hagués tingut una greu lesió de genoll que li va impedir jugar durant sis mesos la temporada 2012-2013, el juliol de 2013 el Chelsea va cedir el jugador al València CF per un any, sense opció a compra. Romeu arriba al València entrenat per Miroslav Đukić per jugar en la posició de l'excapità de l'equip, David Albelda.

### Stuttgart
El 17 de juliol de 2014, Romeu va signar un nou contracte amb el Chelsea que el mantindria al club fins al 2017. No obstant això, el 4 d'agost va ser cedit al VfB Stuttgart d'Alemanya. Va debutar vint dies després a l'empat a un amb el Borussia Mönchengladbach.

### Southampton
El 13 d'agost de 2015, Romeu va fitxar pel Southampton per 5 milions de lliures en un contracte de tres anys. Va debutar dos dies després, com a substitut de Dušan Tadić al descans de la derrota per 3-0 a casa davant l'Everton FC, guanyant-se una amonestació als tres minuts per una falta sobre James McCarthy. Va marcar el seu primer gol amb els Saints -i el primer en una lliga professional- el 5 de desembre, empatant a un contra l'Aston Villa al St Mary's Stadium.
Després de perdre's només un partit de lliga en tota la temporada per als Saints de Claude Puel, Romeu va signar un nou contracte de quatre anys i mig el 24 de gener de 2017. Puel va comparar a Romeu amb el jugador del Chelsea N'Golo Kanté. Va ser triat Jugador de la Temporada del club, al final d'una campanya en què van aconseguir la final de l'EFL Cup.
Al novembre de 2020, Romeu va signar un nou contracte que el mantindria al Southampton fins a l'estiu de 2023. El 23 de febrer del 2021, va realitzar "una de les millors entrades de tots els temps" després de recuperar una gran quantitat de terreny per evitar que el davanter del Leeds United FC Raphinha marqués, però el partit va acabar amb una derrota per 3-0. En el mateix partit, es va lesionar el turmell i va haver de ser operat, per la qual cosa s'esperava que es perdés la resta de la temporada. No obstant això, va poder aparèixer a l'última jornada de la temporada 2020-21, substituint a Kyle Walker-Peters a la derrota per 3-0 del Southampton davant el West Ham United.

### Girona
L'1 de setembre de 2022 es va anunciar el seu fitxatge pel Girona Futbol Club en el seu retorn a primera.

### Retorn al FC Barcelona
El 19 de juliol del 2023, després d'un any al Girona FC, on va ser el jugador amb més minuts, va tornar dotze anys després al FC Barcelona amb un contracte fins al 2026. En la seva primera temporada va jugar relativament poc, i es va plantejar la sortida del club a final de temporada, però per a la següent el nou entrenador, Hans Flick, li va dir que comptaria amb ell.

#### Cessió al Girona
El 5 d'agost de 2024, Romeu va tornar a fitxar pel Girona amb una cessió per una temporada.

## Carrera internacional

### Catalunya
El març de 2019, Romeu va ser convocat per Catalunya per a un amistós contra Veneçuela i va debutar com a suplent a la segona part de la victòria per 2-1 a Girona. El maig de 2022 Gerard López el va convocar per disputar el partit Catalunya – Jamaica a Montilivi, una victòria per 6-0.
El 29 de maig de 2024 va disputar amb la selecció catalana el partit contra el Panamà, que va acabar en un empat a 2, a l'Estadi de la Nova Creu Alta. El 28 de maig de 2025 va disputar amb la selecció catalana el partit contra Costa Rica, en una victòria per 2 a 0 a l'Estadi Johan Cruyff.

### Espanya
Va formar part de la selecció espanyola sub-19 que va disputar el Campionat d'Europa de la UEFA Sub-19 de 2010 en què la selecció espanyola hi va quedar subcampiona.
El juliol del 2012 va ser convocat per la selecció espanyola de futbol per representar Espanya als Jocs Olímpics de Londres 2012, una competició en què el combinat espanyol va caure eliminat en la primera lligueta.

## Palmarès

### FC Barcelona
- Lliga espanyola: 2010-11
- Supercopa d'Espanya: 2010-11[50]

### Chelsea FC
- Lliga de Campions: 2011-12
- FA Cup: 2011-12

### Selecció espanyola
- Campionat d'Europa sub-17 (2008)
- Campionat de la Copa de l'Atlàntic (2008)

### Individual
- Guanyador del Premi Ebre Líders 2009 en la categoria d'esports[51]
- Millor jugador de la temporada del Southampton FC: 2016-17[52]